# Mellicta albida
Mellicta albida är en fjärilsart som beskrevs av Eugen Wehrli 1914. Mellicta albida ingår i släktet Mellicta och familjen praktfjärilar. Inga underarter finns listade i Catalogue of Life.